# Saint-Martial-le-Mont
Saint-Martial-le-Mont este o comună în departamentul Creuse din centrul Franței. În 2009 avea o populație de 252 de locuitori.

## Evoluția populației
| An        | 1975 | 1982 | 1990 | 1999 | 2006 | 2009 |
| --------- | ---- | ---- | ---- | ---- | ---- | ---- |
| Populație | 316  | 265  | 255  | 276  | 267  | 252  |